# Druelle
Druelle är en kommun i departementet Aveyron i regionen Occitanien i södra Frankrike. Kommunen ligger  i kantonen Rodez-Ouest som ligger i arrondissementet Rodez. År 2017 hade Druelle 2 512 invånare.

## Befolkningsutveckling
Antalet invånare i kommunen Druelle
Referens: INSEE